# توروپتس
شهر توروپتس (به روسی: Торопец) در کشور روسیه و در اوبلاست ور واقع شده‌است.